# Live (Front Line Assembly)
Live è un album dal vivo del gruppo musicale canadese Front Line Assembly, pubblicato nel 1989.

## Tracce
Side 1
1. Intro (Turmoil) – 5:08
2. Digital Tension Dementia – 5:42
3. Sedation – 4:00
4. Lethal Compound – 7:48

Side 2
1. Bloodsport – 6:01
2. Body Count – 4:40
3. Lurid Sensation – 6:15
4. Foolsgame – 3:42